# 18. maj-urolighederne
 Denne artikel bør gennemlæses af en person med fagkendskab for at sikre den faglige korrekthed.

18. maj-urolighederne (1993) henviser til de begivenheder der udspillede sig på Nørrebro i København om aftenen d. 18. maj 1993 efter folkeafstemningen om Edinburgh-aftalen. Under gadekampe mellem politiet og uromagere begyndte politiet for første gang i fredstid at skyde mod demonstranter og mindst 113 pistolskud blev affyret, hvilket resulterede i at 11 borgere efterfølgende blev behandlet for skudsår.

Begivenhederne er også blevet berømte for at en betjent 2 gange med få sekunders mellemrum beordrer:
| Citat | Skyd efter benene | Citat |
|       |                   |       |

Urolighederne resulterede i at 80 politibetjente blev såret.

## Baggrund
2. juni 1992 havde afstemningen om Maastricht-traktaten resulteret i et nej og de danske politikere var derfor gået i gang med at finde en løsning på det problem som nej'et betød. Dette resulterede i Edinburgh-aftalen, der gav Danmark de 4 forbehold i forhold til traktaten. Denne nye afstemning betød at mange nej-sigere følte sig "snydt" fordi man ikke ville godtage deres stemme, men i stedet forsøgte at få et ja. Den nye afstemning blev fastsat til 18. maj året efter.
Den 22. april anmeldte Antifascistisk Aktion (AFA) en demonstration til gennemførelse 18. maj på Blågårds Plads. Politiet antog at demonstrationen ville gå mod Christiansborg og koncentrerede derfor deres indsats i dette område.[kilde mangler]
På Nørrebro, hvor der havde været et stort antal nej-sigere i 1992, havde man på Blågårds Plads opsat en storskærm, hvor man fulgte med i resultatet af afstemningen. De 27 betjente, der på grund af demonstrationsanmeldelsen var udstationeret på pladsen, overværede den fredelige demonstration og da resultatet begyndte at pege på et ja, ebbede festlighederne ud. Betjentene opfangede ikke nogle farlige signaler fra gruppen og blev derfor sendt hjem ved 21-tiden.

## Efterspillet
I dagene efter godtages politiets udlægning af begivenhederne og demonstrationen fordømmes og politiets brug af våben forsvares. Dog gennemføres der flere demonstrationer i dagene efter og venstrefløjen tager bl.a. kontakt til Amnesty International.[kilde mangler] Efter pres fra forskellige lokalpolitikere og organisationer beslutter justitsminister Erling Olsen sammen med regeringen d. 25. maj, at der skal gennemføres en uvildig undersøgelse af begivenhederne. Undersøgelsen skal gennemføres af rigsadvokat Asbjørn Jensen, der dog i første omgang prøver at undgå dette hverv.
Dette bliver dog kun den første af i alt seks undersøgelser i løbet af de følgende syv år. De første 5 undersøgelser – to fra politiet selv, to fra Rigsadvokaten, og en fra ombudsmanden – kritiseres for ikke at være grundige eller uvildige nok. 

### 1996-undersøgelsen
Der udpeges i 1996 tre jurister til en kommission, der bruger fire år på at lave en undersøgelse, der er færdig den 28. august 2000. Opgaven var at gennemføre en "... ny, selvstændig undersøgelse af begivenhederne på Nørrebro ..."  Kommissionen blev ledet af advokat Henrik Christrup, mens de øvrige medlemmer var advokat Gunnar Homann og professor Claus Haagen Jensen, Aalborg Universitet.
Kommissionen blåstemplede politiets ageren, herunder også affyringen af skud og placerede ansvaret for optrapningen af urolighederne. I beretningen var der dog også kritik af politiet, fordi det ikke systematisk havde undersøgt sin egen indsats.
Kommissionen fik kritik for at have foretaget nye vidneafhøringer af en lang række centrale vidner i sagen. Vidnerne var afhørt tidligere. Hvis deres nye forklaring divergerede fra de oprindelige forklaringer, lagde kommissionen de nye forklaringer til grund. Idet forklaringerne viste, at mange havde svært ved at huske begivenhederne, var metoden problematisk, lød det fra blandt andet Cavling-vinderne Erik Valeur og Lars Rugaard.